# Fallout 76
Fallout 76 est un jeu vidéo de rôle et d’action multijoueur développé par Bethesda Softworks, sorti le 14 novembre 2018 sur Microsoft Windows, PlayStation 4 et Xbox One. Sixième opus de la série principale des Fallout, il est le second jeu multijoueur de Bethesda et fait office de préquelle à la série Fallout.
À sa sortie, le jeu reçoit de nombreux avis négatifs et est sujet à beaucoup de critiques. En effet, outre le grand nombre de bugs rapportés par les joueurs, les acheteurs de l'édition Power Armor du jeu accusent la société de publicité mensongère (le sac en toile compris dans l'édition collector ayant été remplacé par un sac en nylon bon marché sans prévenir les acheteurs).

## Histoire
Fallout 76 se déroule en Virginie-Occidentale ; le protagoniste est l'un des derniers à sortir de l'abri 76, vingt-cinq ans après que les bombes nucléaires sont tombées lors de la guerre nucléaire déclenchée le 23 octobre 2077. Il sort de l'abri 76 en 2102, soit 59 ans avant l’Habitant de l’Abri 13 du premier Fallout (en 2161) et 185 ans avant le héros de l'abri 111 de Fallout 4 (en 2287), ce qui en fait le premier opus de la série Fallout par ordre chronologique.

## Système de jeu
Même s'il est uniquement multijoueur, Fallout 76 possède un système de talents (perks), sensiblement revisité pour l'occasion. À chaque fois que le joueur monte en niveau, il lui est possible de choisir parmi un deck (jeu) de cartes. Chaque carte lui octroie différents types de bonus, selon les habituels attributs « S.P.E.C.I.A.L. » de la série,.

## Édition spéciale
L'édition « collector » de Fallout 76, intitulée Power Armor contient :
- un boîtier en métal du Tricentenaire contenant le jeu avec un accès à la version Bêta ;
- une affiche de la carte du jeu ;
- 24 figurines Fallout en plastique ;
- une réplique grandeur nature en plastique du casque de l'armure assistée T-51b ;
- un sac de toile floqué du logo « West Teck » qui contient le casque.

Facturée 199,99 euros à ses acheteurs, elle est aussi le sujet d'une polémique. Alors que le visuel de l'offre promotionnelle montre un sac en toile de qualité, renfermant la réplique du casque de l'armure T-51b livré avec cette édition collector, les clients se sont retrouvés avec un sac bas-de-gamme en simple nylon, d'une qualité bien inférieure à celui présenté initialement,,. Un joueur rapporte que Bethesda lui aurait répondu dans un mail privé que le coût du sac original était trop élevé et que rien ne serait fait concernant ce problème.
Une fois cette différence exposée et relayée sur les réseaux sociaux, Bethesda précise que ce changement est dû « à cause de l’indisponibilité d’un matériau », et qu'ils ont en conséquence « dû opter pour un sac en nylon ». Finalement, l'éditeur offre une compensation aux acheteurs, avec la mise en place d'un formulaire dédié sur le site de la société : en fournissant une preuve d’achat, les clients qui le souhaitent reçoivent 500 Atoms, la monnaie virtuelle du jeu, correspondant à 4,99 euros, un montant très faible,,. Finalement, le 3 décembre 2018, Bethesda annonce le remplacement des sacs problématiques des clients, sur présentation d'une preuve d'achat avant le 31 janvier 2019.

## Fallout 1st
Le 23 octobre 2019, Bethesda lance Fallout 1st, un abonnement de 14,99 euros par mois ou 119,99 euros à l'année (prix pour l'Europe) pour du contenu en jeu et des avantages exclusifs. L'abonnement permet notamment aux acheteurs de jouer au jeu sur un serveur en ligne privé (seul ou en groupe de sept personnes maximum, qui ne doivent pas nécessairement être abonnées) et introduit du nouveau contenu en jeu, comme un stockage personnel illimité pour les matériaux d'artisanat, un système de transport rapide, des meubles supplémentaires, 1650 Atoms (argent virtuel du jeu) par mois et des articles cosmétiques exclusifs.
Le choix de proposer un modèle d'abonnement payant pour un jeu déjà payant a suscité des critiques et a été considéré comme une décision audacieuse de Bethesda,,, en particulier car le contenu sur les serveurs privés avait été réclamé avant le lancement du jeu par les joueurs, mais est désormais inclus derrière un paywall ; certains commentateurs ont également noté que les services d'abonnement pour du contenu exclusif dans les jeux payés au prix fort étaient rejetés au profit d'autres modèles,. Le site Kotaku a contesté le prix élevé de l'abonnement, notant comment le jeu de base, tout en s'étant amélioré avec le temps grâce à de nouveaux contenus à la suite de son mauvais lancement, souffrait toujours de divers problèmes et continuait en outre d'être vendu à prix réduit chez la plupart des détaillants.

## Accueil

### Critiques
Lors de la sortie de la version bêta de Fallout 76 le 14 novembre 2018, les joueurs rapportent une expérience de jeu désastreuse : bugs divers, notamment graphiques et problèmes de connexion au jeu qui consommait énormément de mémoire
Sur le site Metacritic, le jeu obtient une note moyenne de 52 sur 100 sur PC et PS4, et 49 sur 100 sur Xbox One, avec comme commentaire global « Mixed or average reviews ». Pour les joueurs PC, le jeu obtient une note de 2,7 sur 10 basées sur 4460 critiques, avec 3289 critiques négatives face à 955 positives. Les joueurs se plaignent notamment de l'absence d'un mode solo (le jeu étant jouable uniquement en ligne), de l'absence de push-to-talk, de l'inventaire des coffres limités et de l'absence de personnages non joueurs rendant l'histoire principale inintéressante, les quêtes du joueur étant données par des ordinateurs et les magasins tenus par des robots, malgré le déploiement d'un patch « day one » (le jour de la sortie commerciale) de 54 Go. Un grand nombre de joueurs déplorent ses animations vieillottes (dont certaines proviennent de Skyrim, sorti en 2011) ou un système de PVP déséquilibré (présence de « campeurs » sur les endroits de quête), et la possibilité de tricher en modifiant le jeu pour augmenter facilement le lancement de bombes nucléaires sur certaines zones.
Jeuxvideo.com lui attribue la note de 9/20 en pointant du doigt un jeu techniquement instable, un trop grand nombre de bugs ou encore l'IA des adversaires inexistante.
Pour le site spécialisé NoFrag.com, ayant testé la version PC du jeu, « ce nouvel opus est une horreur sans nom souffrant de graves problèmes techniques indignes d’un jeu vendu à ce prix. […] Fallout 76 est une honte pour la série, un épisode sans saveur, sans plaisir, qui manque cruellement d’innovations, et vendu à un prix déraisonnable ».
De nombreux joueurs demandant le remboursement du jeu ont reçu une réponse négative de la part de Bethesda. Par la suite, le cabinet d'avocats américain Migliaccio & Rathod LLP a annoncé « enquêter sur Bethesda Game Studios ». Par ailleurs, le 6 décembre 2018, Bethesda partage involontairement les données personnelles de ses clients à cause d'un dysfonctionnement de leur site.
En 2020, lors de la sortie de l'extension Wastelanders, le site Gamekult publie une critique de celle-ci et décide de baisser la note initiale accordée à Fallout 76, la note finale passant de 5/10 à 4/10 : « Étant donné sa technique révoltante même un an et demi après la sortie, au regard de ses pratiques commerciales toujours plus discutables, et après avoir constaté sur pièce le cynisme qui traverse ce relaunch Wastelanders, nous avons pris la décision de diminuer la note originelle de Fallout 76. C’est une première, bravo à lui. ».

### Fréquentation
Fallout 76 atteignait 17 millions de joueurs en décembre 2023. À la suite du succès retentissant de l'adaptation en série par Prime Video, le titre dépasse les 20 millions de joueurs en mai 2024, et les 21 millions de joueurs en novembre 2024,.